# 東京ドイツ村
東京ドイツ村（とうきょうドイツむら）は、千葉県袖ケ浦市にあるテーマパーク。通称ドイツ村。入場者数は年間約100万人以上。冬季のイルミネーションは過去（2012年 - 2018年）、関東三大イルミネーションに認定されていた。

## 概要

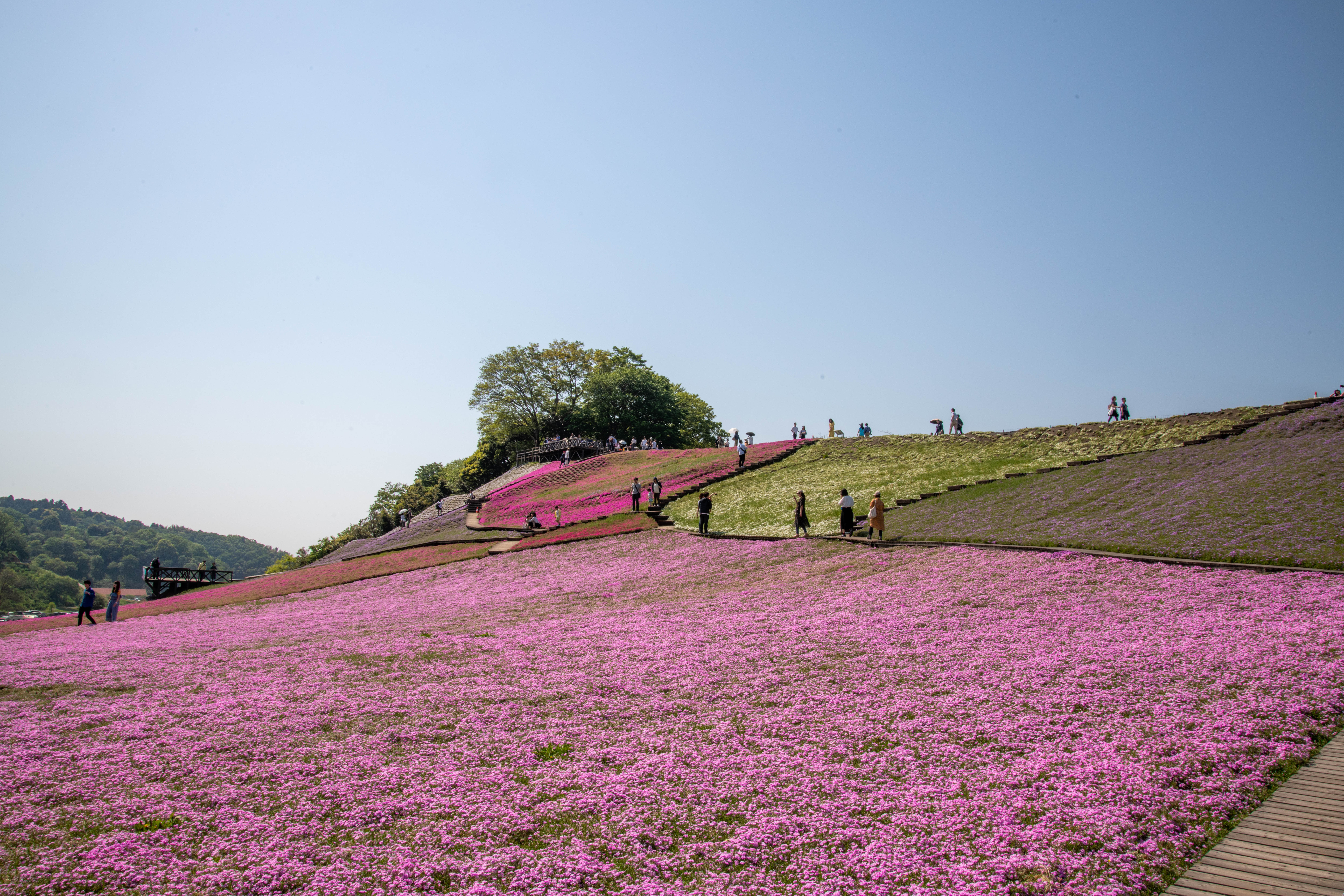
芝桜の丘（2018年4月22日）

袖ケ浦市の土地区画整理事業で東急不動産が開発申請を行い、1999年に着工した。経営・運営は東急不動産および東急グループではなく、名阪観光グループの中核企業である明和興産が引き受け、同社により2001年3月8日にオープンした。
敷地面積は東京ドームの約19倍。園内は芝生広場を中心にアミューズメントエリア・こども動物園・ワンちゃんランド（ドッグラン）・収穫体験の各エリアに分かれている。場内にはドイツ料理やドイツビールを楽しめるレストラン・ショップがある。2018年の夏には、初のビアガーデンを実施した。
冬季のイルミネーションは規模が大きく、あしかがフラワーパーク（栃木県足利市）や江の島「湘南の宝石」（神奈川県藤沢市）とともに、夜景観光コンベンション・ビューローが認定する「関東三大イルミネーション」に2018年まで指定されていた。
所在地の袖ケ浦市は、隣の市原市を中心とする日本一のゴルフ場密集地帯（市原市はゴルフ場数が市内数で日本最多で、袖ケ浦市内及び市原市との市境を跨ぐゴルフ場も多数存在する）にあり、東京ドイツ村の敷地は元々、ゴルフ場の開発がバブル景気時に計画されていた。しかし、近隣にゴルフ場が林立する競合の激しさや、バブル崩壊後のゴルフ会員権の低迷によって、テーマパークに変更されて現在に至る。園内にある若干数のゴルフのアトラクション（ホールインワンチャレンジやパターゴルフなど）はその名残であり、芝生の整備といったゴルフ場整備のノウハウは、施設の維持に活かされている。

### コンセプト
「自然と人が共に過ごせる」共生の追求を基本コンセプトとしている。「花と緑のテーマパーク」。
オーナーがドイツ旅行に行った際に田園地帯に感動。袖ケ浦の丘陵地が似ていたこともあり、ドイツの田園をテーマパークとして再現した。
1997年に東京湾アクアラインが開通し首都圏から近くなったことで、施設名に「東京」がつき、更に日中平和友好条約締結40周年を記念し計画されたイベント「チャイナランタンフェスティバル」や、イルミネーションショーの一環でDA PUMPの「U.S.A」が使用されたことで「ドイツ」のテーマから逸脱しているとの意見もあるが、担当者は「さまざまな国が入り混じっていますが、ドイツだけでなく、中国も米国も、好きになってくださるお客様が増えると思う」と語る。

### マスコットキャラクター
神の使者としての天使と縁起の良い豚を合体させたキャラクターで、「BUTA-TEN」と呼ばれている。各キャラクターには出身地や趣味など、細かい設定がなされており、公式サイトで確認することができる。
- Holly（ホーリー） - 肌色で翼を持ち、王冠をかぶっている。
- Angie（アンジー） - 肌はピンクで翼を持ち、頭上に天使の輪がある。

また、サブキャラクターとして以下の4体が存在する。
- Prala（プララ）おばさん
- Wurst（ブルスト）くん
- Karl（カール）くん
- UPO（ユーポー）くん

## 施設
無料で遊べるエリアがあるほか、有料アトラクションも数多く設置されている。フラワーガーデンには季節の花々が植えられており、こども動物園では動物たちと触れ合うことも可能。

### 有料アトラクション
- ペダルボート
- 観覧車
- おもしろ自転車
- ブタ天キッズコースター
- 芝そりゲレンデ
- マメ汽車
- ユーポーランド（ゲームセンター）
- バズーカ砲
- アーチェリー
- スーパーチェアー
- こどもトランポリン
- リトルティーカップ
- バイキング
- フロッグジャンピング
- 釣り堀
- アスレチックスタジアム
- 木のぼり塾　～ジージの森～
- パターゴルフ（18ホール）
- ミニパターゴルフ（9ホール）
- ホールインワンチャレンジ
- 世界の昆虫爬虫類王国

### 基本情報
| 施設名         | 東京ドイツ村                                           |
| 所在地         | 〒299-0204 千葉県袖ケ浦市永吉419                       |
| 営業時間       | 9時30分～17時00分 （最終入場16時00分） ※特別営業期間有 |
| 定休日/休業日  | 不定休 ※荒天の場合休園有                               |
| 施設オプション | トイレ設備あり                                         |

### バリアフリー
- 自動体外式除細動器（AED）設置。
- 外国語パンフレットとして英語、中国語（簡体）を用意している。
- 車椅子対応トイレは園内6か所設置（手すり付き便器）。
- 園内はバリアフリー化されており、設備的には段差や傾斜などがほぼ解消され車椅子での利用が十分に配慮されている[10]。

## 広報

### コマーシャル
同園の地元である千葉テレビ放送（独立局）にて、季節に合わせて、前述の時季の花々やイルミネーションの園内映像をテレビCMとして放映している。また、東京湾アクアラインを利用しての来場者を見込んで、テレビ神奈川などにも放映エリアが拡大された。

### ロケーション
先述のコマーシャルのみならず、以下の番組では環境映像などで登場する。
- ちば美彩
- 東京ドイツ村天気予報 - 2010年（平成22年）12月・2011年（平成23年）12月に放送。
- チュバチュバワンダーランド - 15分枠で一部コーナーのロケ地として登場。

また、「世界の果てまでイッテQ!」（日テレ系）、「とんねるずのみなさんのおかげでした」（フジテレビ系）などのバラエティ番組のロケ地としても登場している。

## 交通

### 公共交通機関
高速バス（カピーナ号）
- JR東日本・千葉都市モノレール・京成電鉄 千葉駅・京成千葉駅発
  - JR東日本 蘇我駅経由
  - 「東京ドイツ村」下車（京成バス千葉イースト、日東交通が運行）
- 「亀田総合病院」発
  - JR久留里線 久留里駅経由
  - JR東日本 安房鴨川駅経由
  - 「東京ドイツ村」下車（京成バス千葉イースト、日東交通が運行[12]）

路線バス
- 袖ケ浦バスターミナル・JR内房線「袖ケ浦駅」発
  - 日東交通「東京ドイツ村」行き路線バスを運行[13]（2014年6月1日より運行を開始[14]）
  - 袖ケ浦バスターミナルからはJR東日本 東京駅、新宿駅、品川駅、羽田空港、川崎駅、横浜駅を結ぶ高速バスが運行

※以下の路線は公式ホームページに現在掲載されていないが、平日は当施設内を経由する一般路線バスが袖ケ浦バスターミナル発着の1往復以外存在しないため、当該便が利用できない場合は姉ケ崎駅、袖ケ浦駅または袖ケ浦バスターミナルからの路線バス利用で「農協平岡支店前」下車（徒歩15分）が最寄りのバス停となる
- 袖ケ浦バスターミナル・JR内房線「袖ケ浦駅」発
  - 日東交通「平川行政センター行き」で「農協平岡支店前」下車。なお「平川行政センター」はJR久留里線 東横田駅の徒歩圏内である。
- JR内房線「姉ケ崎駅」発
  - 日東交通「茅野行き」で「農協平岡支店前」下車

## ギャラリー

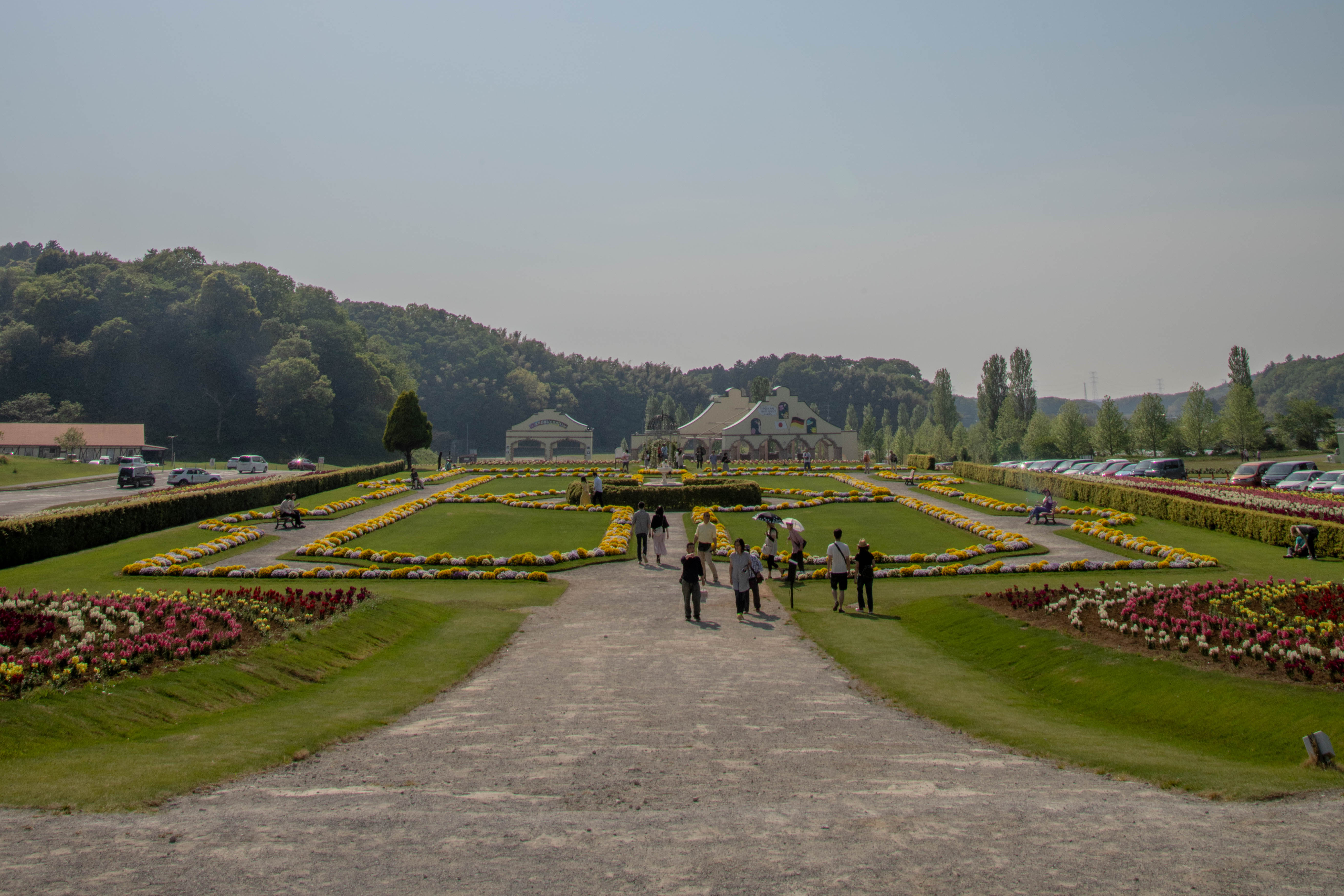
フラワーガーデン
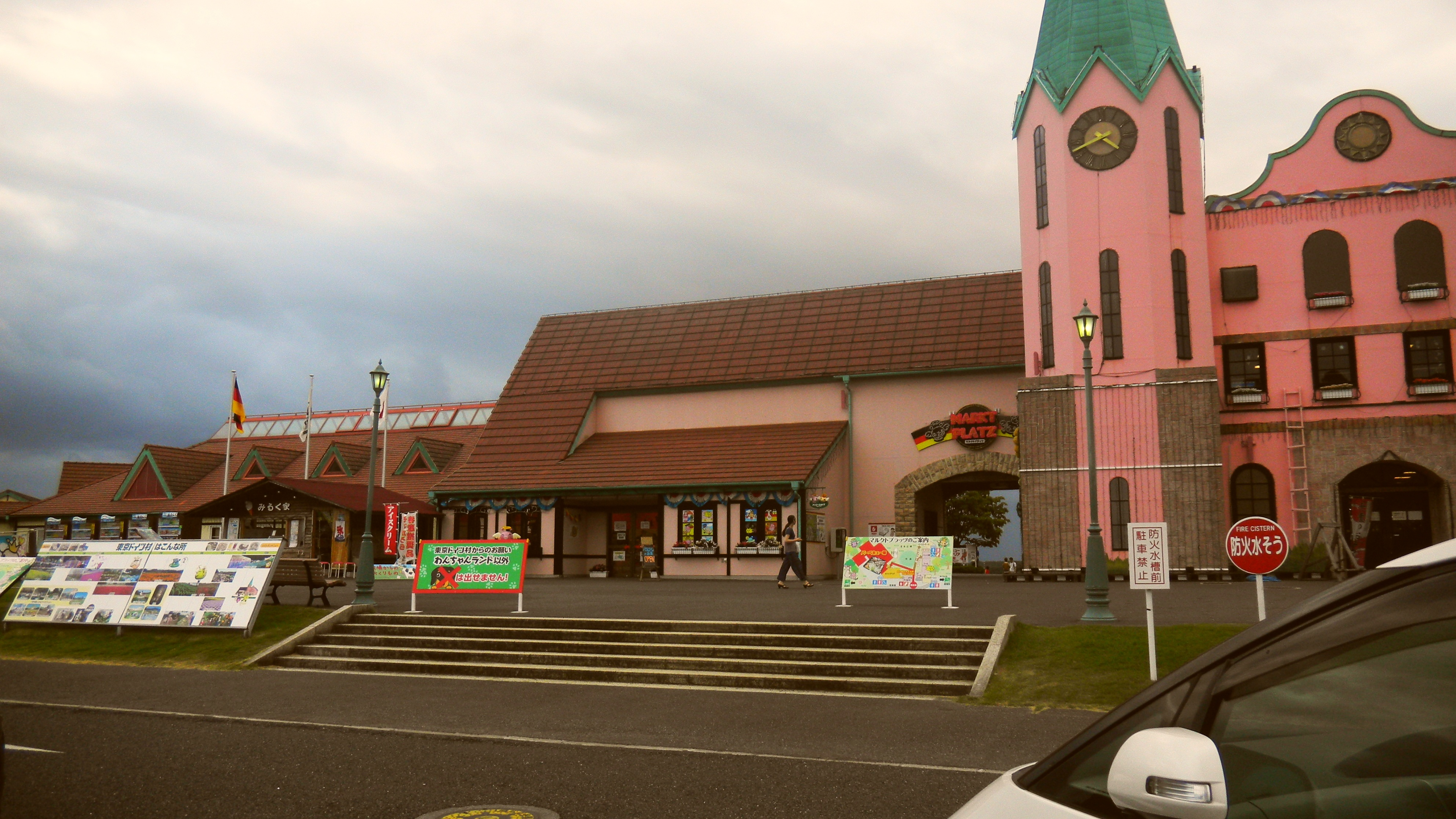
マルクドプラッツ（レストラン）
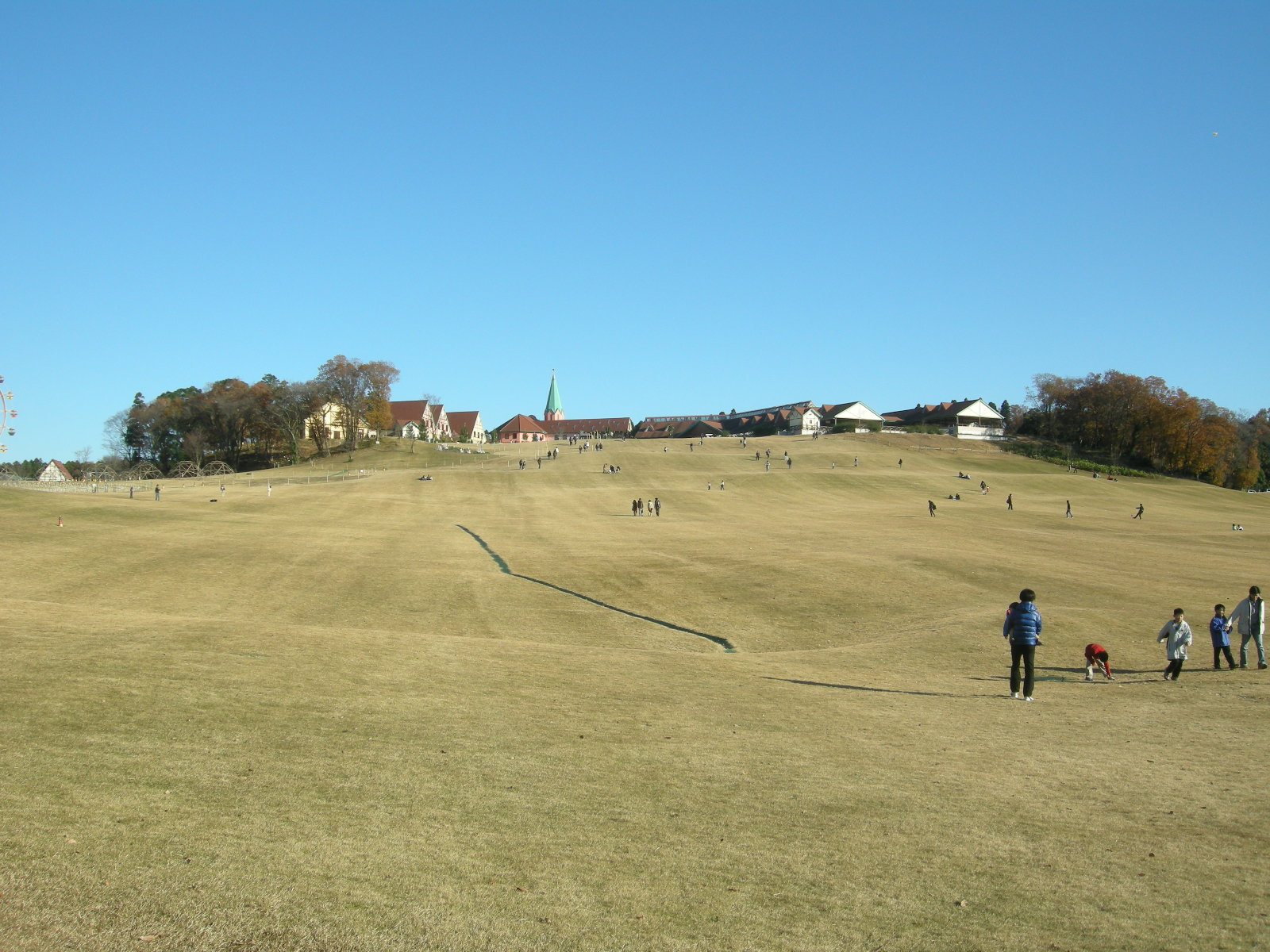
芝生広場
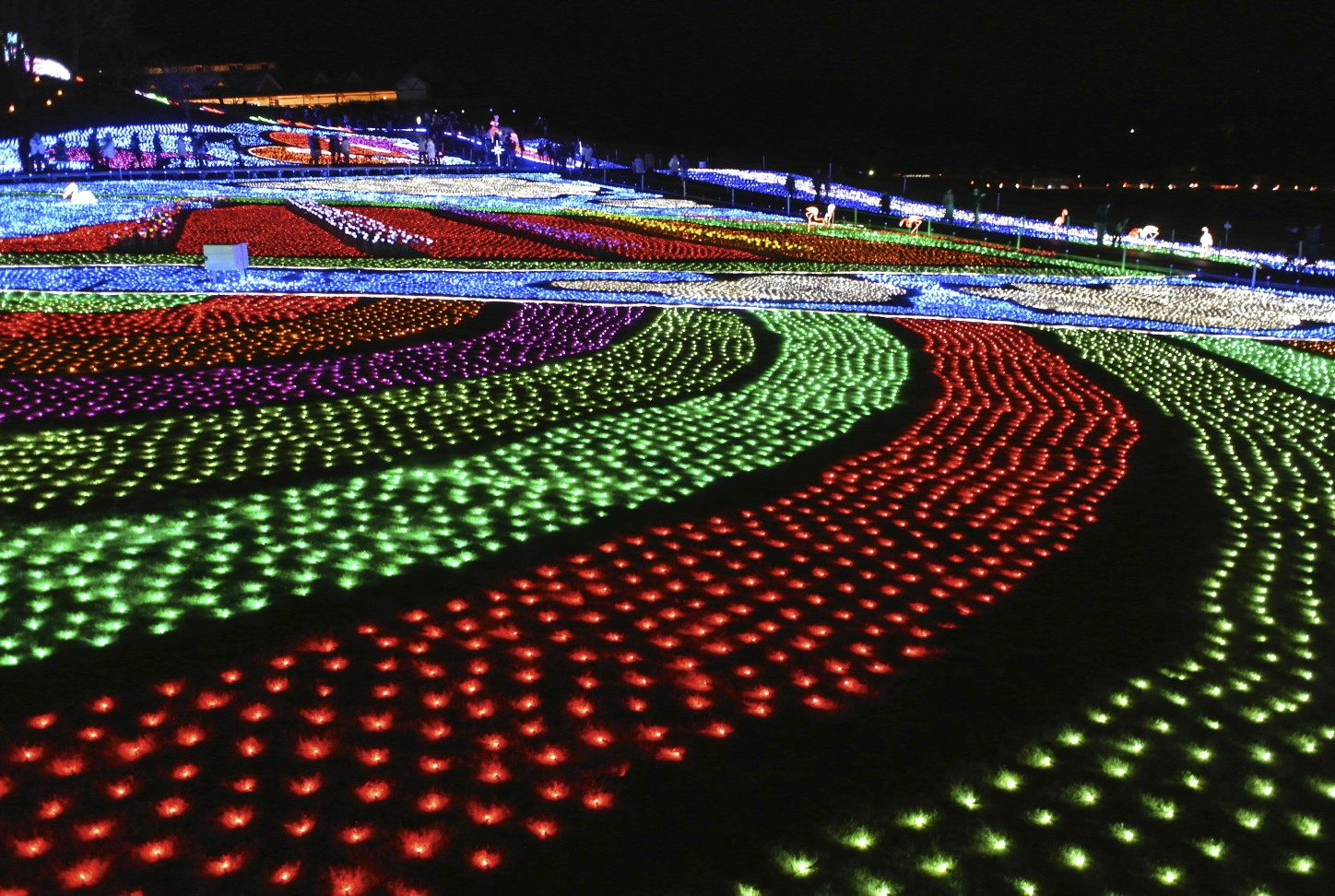
2011年12月のイルミネーションイベント
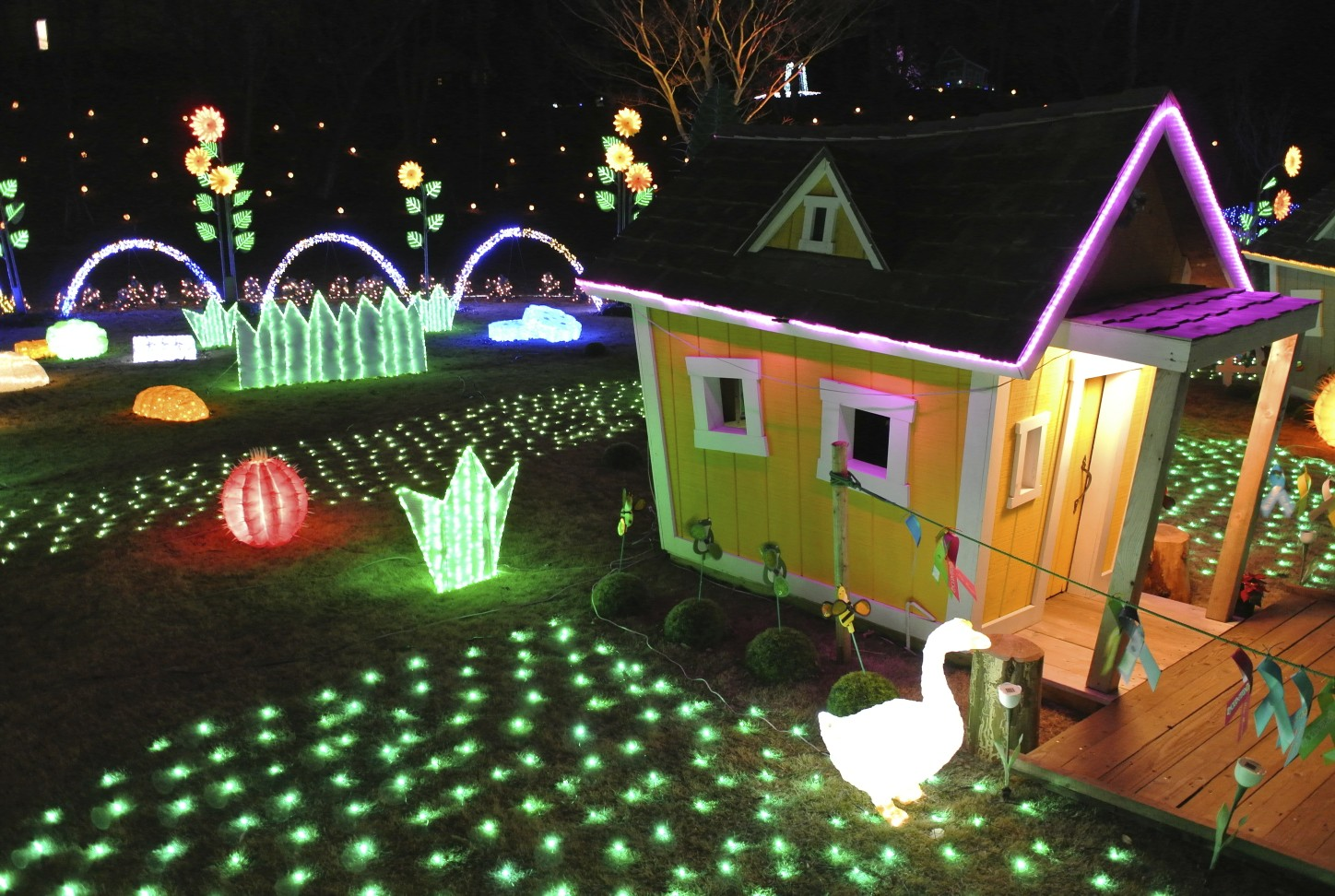
イルミネーションイベント（小屋）
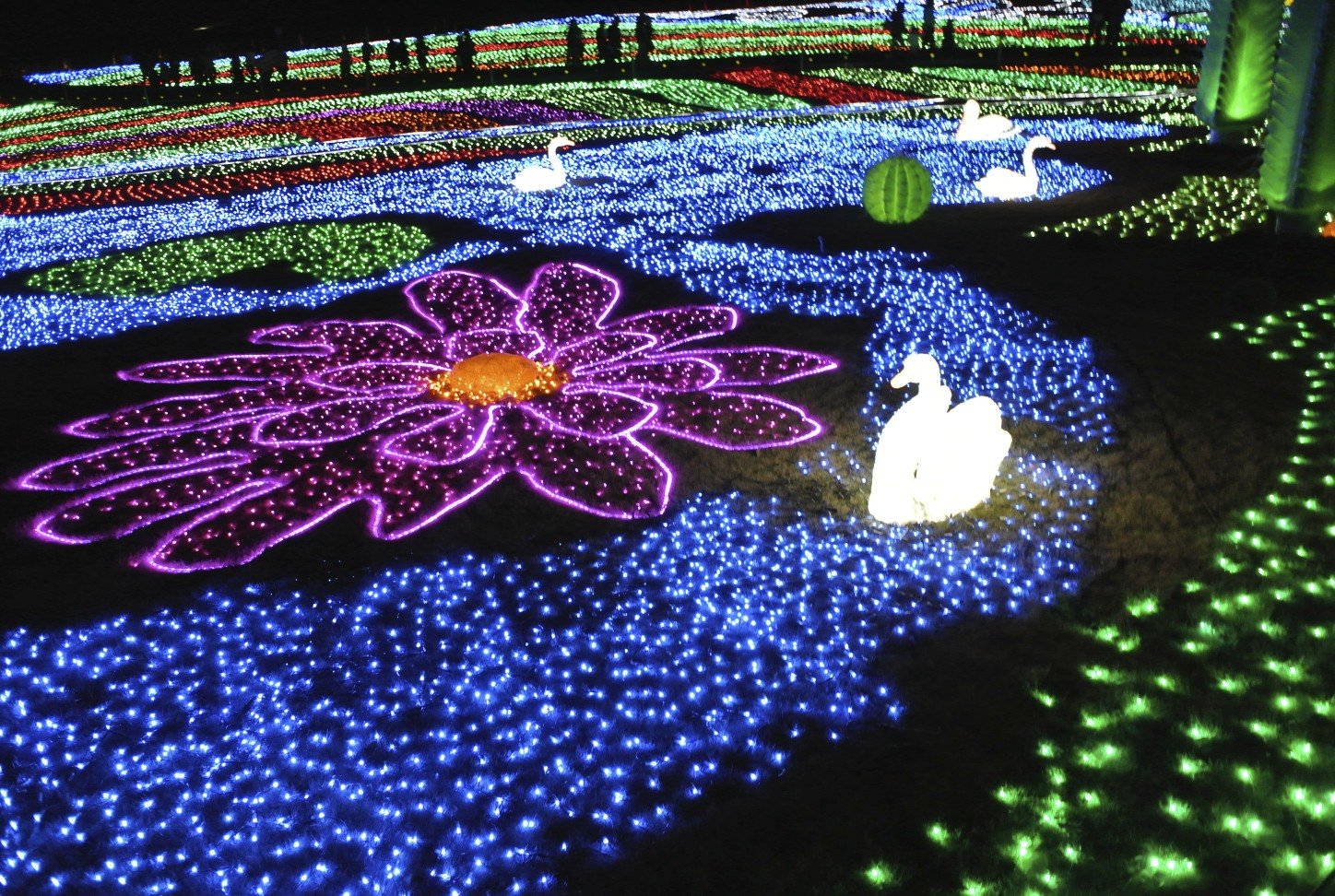
イルミネーションイベントの風景